# Петербургское наводнение (1824)
Петербургское наводнение 1824 года — самое значительное и разрушительное наводнение за всю историю Санкт-Петербурга. Произошло 7 (19) ноября 1824 года.
Существуют различные оценки высоты подъёма воды — от 3,62 до 4,14 метров выше ординара футштока Адмиралтейства, или от 3,5 до 4,21 метров по Кронштадтскому футштоку. По оценкам, во время наводнения были разрушены 462 дома, повреждены 3681, погибли 3600 голов скота, утонули от 200 до 600 человек, многие пропали без вести, так как трупы были унесены водой в Финский залив.
На стенах домов города имеются памятные таблички, отмечающие уровень воды при наводнении 1824 года. Одна из них находится на пересечении 1-й линии и Большого проспекта Васильевского острова.

## История

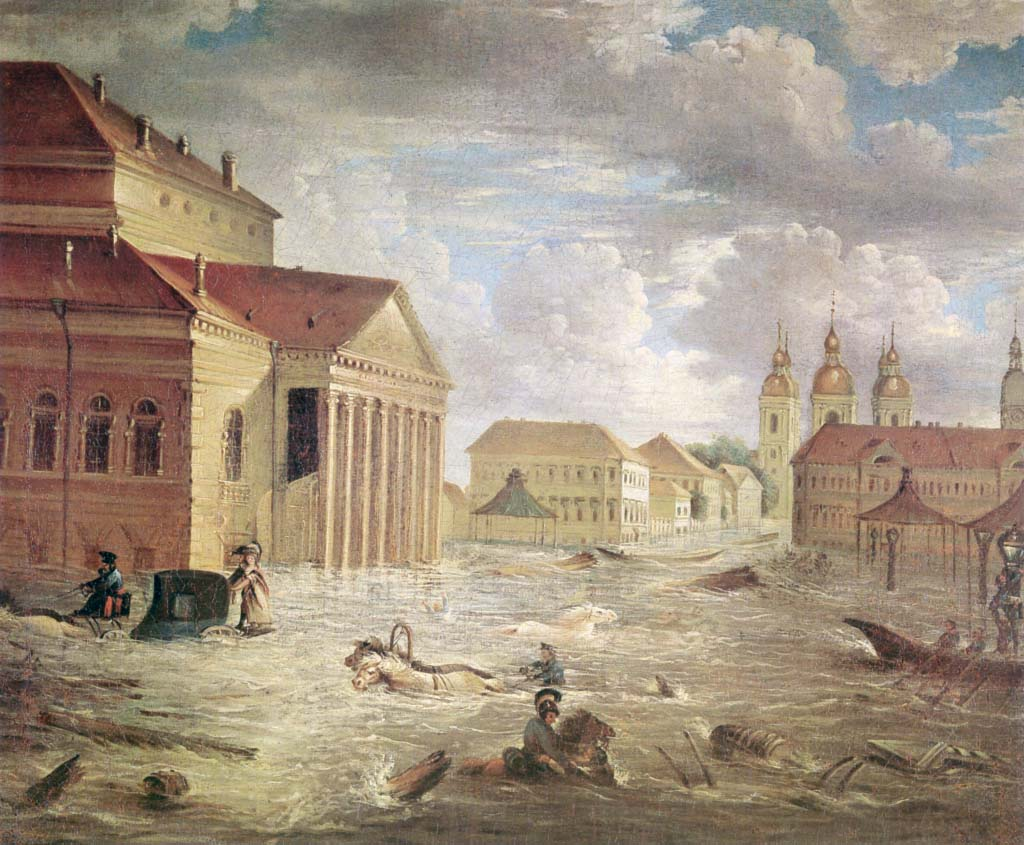
Площадь у Большого Каменного театра 7 ноября 1824 года.
Художник Ф.Я. Алексеев.

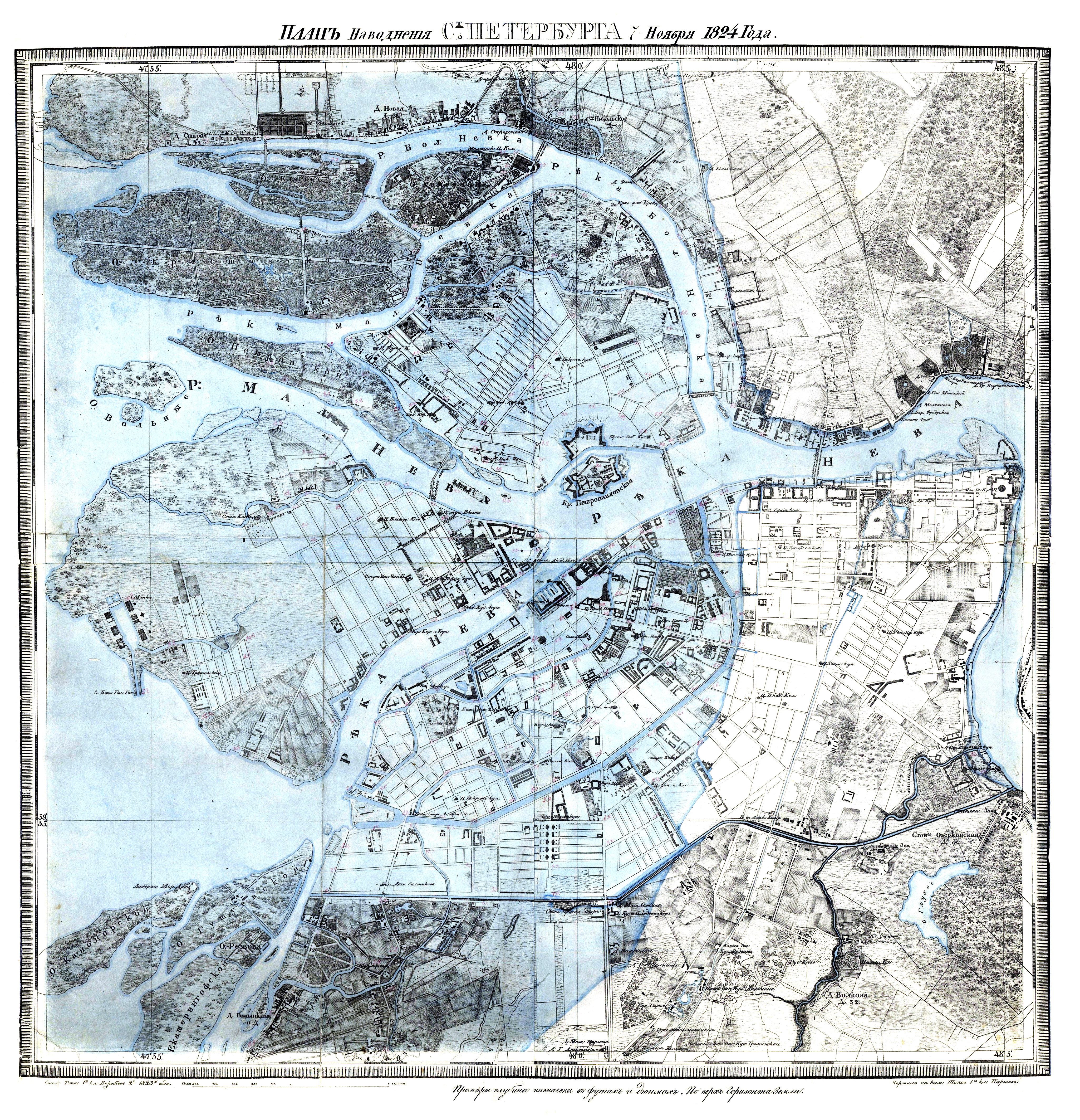
Карта с указанием уровня воды над затопленной сушей в разных местах города (в футах и дюймах)

До основания Петербурга Петром Великим в 1703 году самое крупное наводнение в дельте Невы произошло в 1691 году, когда данная территория управлялась Шведским королевством, а потому событие было зафиксировано в шведских хрониках. По неподтверждённым данным, тогда уровень воды в реке Неве достиг 762 см.
Наводнения в городе Санкт-Петербурге были нередки и в Российской империи из-за особенностей климата и рельефа города. Крупнейшее наводнение в XVIII веке произошло в 1777 году.
7 (19) ноября 1824 года в городе лил дождь, температура воздуха днём составляла + 8 °C, с утра начал дуть сильный юго-западный ветер. Начался резкий подъём воды в каналах, который поначалу привлекал зевак и запомнился всем очевидцам наводнения, так как вскоре под водой оказался практически весь город того времени. Незатопленными остались лишь Литейная, Рождественская и Каретная части Петербурга. Ущерб от наводнения был огромным, составив 15—20 миллионов рублей. На следующий день после наводнения наступил довольно сильный мороз и затопленные нижние этажи оставались необитаемы всю зиму 1824—1825 года.
Изменение уровня воды на мерном пункте в Адмиралтейском канале:
| Время (ч)         | 8   | 9   | 10  | 11  | 12  | 13  | 14  | 15  | 16  | 17  | 18  | 19  | 20  | 21  | 22  |
| ----------------- | --- | --- | --- | --- | --- | --- | --- | --- | --- | --- | --- | --- | --- | --- | --- |
| Уровень воды (см) | 124 | 163 | 198 | 264 | 305 | 320 | 361 | 325 | 244 | 213 | 201 | 198 | 175 | 145 | 114 |

В целях наведения порядка после наводнения и оказания помощи пострадавшим указом Александра I был создан «Комитет о пособии разорённым наводнением Санкт-Петербурга». В распоряжение Комитета Император выделил один млн рублей, «от сбереженных хозяйственным устройством военных поселений». Кроме того, в адрес Комитета из разных областей России, а также из-за рубежа, от обществ, собраний, купеческих гильдий и частных жертвователей поступали деньги, продовольствие, одежда, строительные материалы.
В Комитет вошли:
- главный директор Государственного ассигнационного банка тайный советник кн. А. Б. Куракин (председатель),
- председатель департамента военных дел Госсовета гр. А. А. Аракчеев,
- генерал-губернатор гр. М. А. Милорадович,
- начальник морского штаба А. В. фон Моллер,
- обер-полицмейстер,
- от церкви «одна духовная особа по назначению митрополита Серафима»,
- двое членов «от российского купечества»,
- а также некоторые другие лица.

Комитет указал докторам оказывать пострадавшим помощь бесплатно (позже некоторые врачи за это были награждены, в частности, Роде, Бонштедт и Тилль).
Чтобы составить списки пострадавших, проверить их и адресно распределить после этого помощь, по кварталам учредили во всех пострадавших частях города «частные комитеты». Их главами назначались лица в чине тайного советника или генерала, а в состав включали местного «попечителя о бедных», старост приходских соборов, уважаемых чиновников и купцов. Так, членами «частных комитетов» состояли:
- тайный советник гр. И. П. Кутайсов,
- тайный советник А. З. Хитрово,
- тайный советник В. И. Болгарский,
- президент Академии наук С. С. Уваров,
- староста Исаакиевского собора купец И. Г. Горейнов,
- староста Казанского собора М. Копосов,
- староста Морского Богоявленского собора И. Немчин,
- попечитель о бедных К. Б. Бракер,
- коммерции советник П. Н. Сополов,
- ген.-лейт. Г. А. Кушелев и др.

Сведения о пропавших и потерпевших бедствие собирали квартальные надзиратели. Работа комитета завершилась через несколько лет после наводнения, в 1828 году, после того как были распределены все пожертвования и рассмотрены все прошения.
По специальному распоряжению Александра I к наградам были представлены те, кто пришел на выручку другим петербуржцам. Спасатели — люди разных сословий, даже крепостные крестьяне — получали ордена, медали или денежные премии.

## В литературе и искусстве

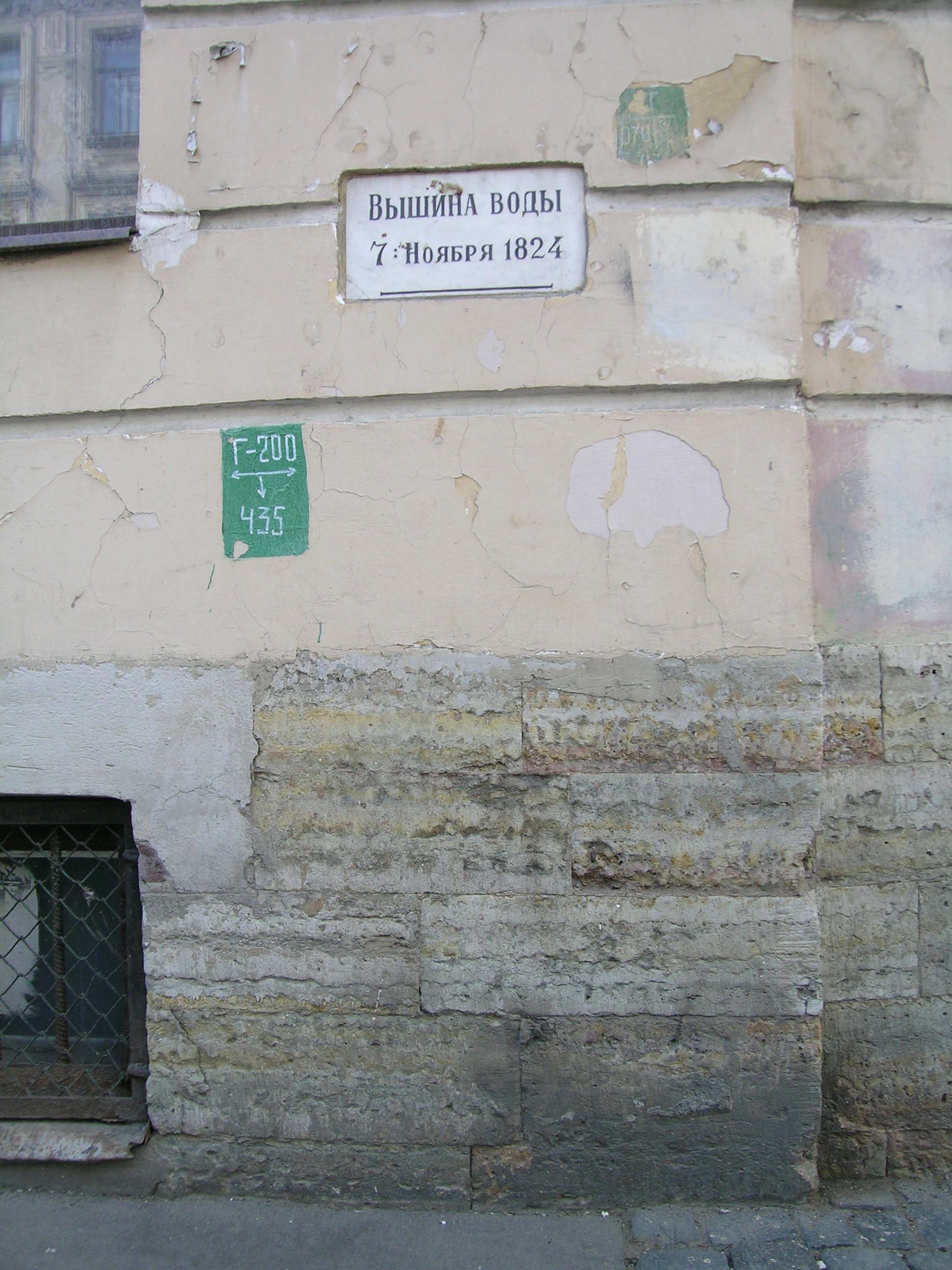
Табличка на Доме Раскольникова

Столь значительное событие нашло отражение в творчестве как русских, так и иностранных авторов. Так, наводнение 1824 года описано в поэме Пушкина «Медный всадник. Петербургская повесть» (1833). Сам поэт во время наводнения находился в своём имении Михайловском; это обстоятельство вызвало ряд саркастических откликов в его письмах.
Граф Хвостов опубликовал стихи «Послание к N. N. о наводнении Петрополя, бывшем 1824 года 7 ноября»; это послание иронически упоминается в «Медном всаднике» («Граф Хвостов / поэт, любимый небесами, / уж пел бессмертными стихами / несчастье невских берегов»). День, предшествующий наводнению, описан в стихотворении присутствовавшего в то время в Петербурге Адама Мицкевича «Олешкевич» (вошло в поэму «Дзяды»). Пушкин упоминает это «прекрасное» стихотворение в примечаниях к «Медному всаднику», отмечая его неточности.
В ноябре 1824 года Александр Грибоедов написал очерк «Частные случаи петербургского наводнения». Русский художник Ф. Я. Алексеев в 1824 году посвятил наводнению картину «7 ноября 1824 года на площади у Большого театра».
В произведении Александра Дюма-отца «Учитель фехтования» в главе VIII можно найти краткое описание наводнения 1824 года. Петербургское наводнение упоминается в книге И. П. Эккермана «Разговоры с Гёте». «Перед ним (Гёте) лежали берлинские газеты, он сообщил о страшном наводнении в Петербурге и передал мне газету, чтобы я сам прочитал эту заметку. Он сказал несколько слов о неудачном местоположении Петербурга и посмеялся, вспомнив слова Руссо, что-де землетрясение не предотвратишь, построив город вблизи огнедышащего вулкана».
Д.С. Мережковский в романе "Александр I" во 2-й главе 2-го тома помимо общей картины разгула стихии, останавливается на частных моментах, эпизодах; волнения и метания в поисках государя императрицы Елисаветы Алексеевны. Поведение самого государя-императора Александра I описывает так:
"Въ началѣ наводненія, хлопоталъ, как всѣ, бѣгалъ, суетился, приказывалъ. Когда никто не рѣшался ѣхать на катерѣ, — хотѣлъ самъ; но Бенкендорфъ не допустилъ до этого, тутъ же, на глазахъ его, снялъ мундиръ, — пошею в водѣ, добрался до катера и уѣхалъ. За нимъ—другіе, и никто не возвращался. Всѣ сообщенія были прерваны. Дворецъ — какъ утесъ или корабль пустыннаго моря. И государь понялъ, что ничего нельзя сдѣлать."